# Undercover
Az Undercover a tizenhetedik nagylemez a Mick Jagger vezette The Rolling Stones-tól.1983-as nagylemez az undercover she was hot too much blood és a Keith Richards által énekelt i wanna hold you. Ugyanebben az évben jelent meg a Rolling Stones nevében egy "video rewind" nevű kazetta film amiben Mick Jagger és Bill Wyman a basszúsgitáros lapozza végig a klipeket.